# Четыре азиатских тигра

«Четыре азиатских тигра» (англ. Four Asian Tigers, или «Восточноазиатские тигры», англ. East Asian Tigers, или «Четыре азиатских малых дракона», англ. Asia’s Four Little Dragons, кит. 亞洲四小龍) — неофициальное название экономик Южной Кореи, Сингапура, Гонконга и Тайваня, демонстрировавших очень высокие темпы экономического развития с начала 1960-х до финансового кризиса 1990-х годов.

## Экономическое развитие
Гонконг (Сянган) с 1997 года является частью Китая.
Тайвань является крупным экспортёром капитала, особенно в Юго-Восточную Азию (за последние пять лет инвестиции в этом регионе достигли 36 млрд долларов). Тайвань имеет шесть блоков атомной станции мощностью 4,9 млн кВт. Урановое сырьё поставляется преимущественно из Африки, как и в другие страны Восточной Азии. В новейших технологиях Тайвань специализируется на производстве электронных ОЕМ-устройств и дисплеев для них. В судоходстве Тайвань является одним из мировых лидеров по производству спортивных яхт. Тайвань — один из мировых лидеров по выпуску обуви (особенно спортивной), спортивной одежды и инвентаря (теннисные ракетки, мячи и т. д.). Важную роль в экономике страны играет туризм. Импортируется топливо, сырьё, продовольствие и оборудование, на экспорт идут готовые изделия современной промышленности. Главные торговые партнёры Тайваня — США, Япония, Гонконг и Германия.
Сингапур в конце 1990-х годов имел самые высокие темпы роста производства среди стран Юго-Восточной Азии (14 % в год). Крупнейшими инвесторами Сингапура являются Гонконг и Япония. Сингапур — третий по величине центр нефтепереработки в мире после Хьюстона и Роттердама (свыше 20 млн т. сырой нефти ежегодно). В Сингапуре активно развиваются наукоёмкие отрасли высоких технологий. По уровню компьютеризации и внедрения роботов эта страна занимала второе место в Азии после Японии. Ежегодно Сингапур посещают более 8 млн туристов. Его называют «Азией в миниатюре» и «Европой на экваторе».
Республика Корея в середине 1950-х годов по уровню экономического развития относилась по классификации Всемирного банка к отсталым странам с ВВП на душу населения менее 100 долларов (на уровне современных Эритреи, Либерии, Бурунди и Непала), а с 1994 года страна считается высокоразвитой, и её ВВП на душу населения превышает 38 500 долларов (ИРЧП — 12-е место между Швейцарией и Финляндией). Южная Корея занимает 11-е место в мире по уровню ВВП (около 1,4 трлн долларов). Очень высокие темпы роста её экономики наблюдались в 1980—1990-е годы (в среднем 8—12 % в год). Южная Корея имеет богатые ресурсы гидроэнергии, но использует эти ресурсы слабо, зато активно развивает атомную энергетику (на 2008 год имелось 20 атомных реакторов общей мощностью 17,7 гигаватт). Также в Корее хорошо развито автомобилестроение — до недавнего времени на мировом автомобильном рынке эта страна удерживала прочные позиции (2,5 млн шт.), но после финансового краха на главном автомобильном концерне страны Daewoo эта отрасль несёт значительные убытки. Корея занимает второе место[где?][когда?] (6,2 млн брутто-регистровых тонн) после Японии по объёму судостроения.